# 制造工艺列表

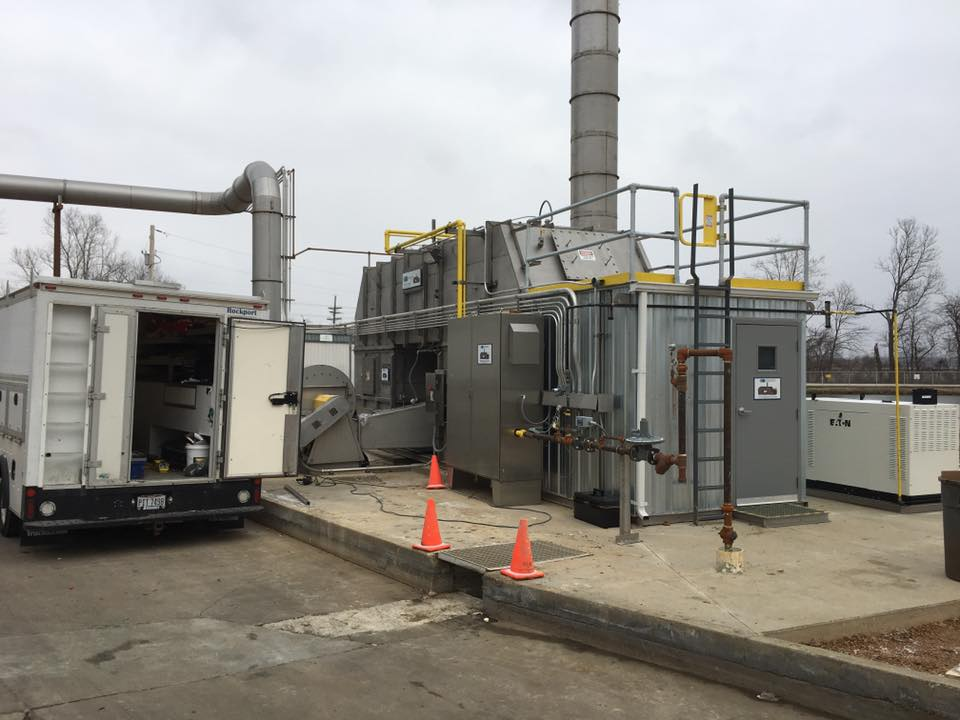
制造一个直燃式焚烧炉需要用到几种制造工艺，例如注塑, 钣金冲压成形的， 机械加工等。

下面的列表罗列出了各种各样的制造工艺。

## 铸造
- 工业离心铸造

- 连续铸造
- 压铸
- 消失模铸造
  - 实模铸造
  - 消失模铸造
- 熔模铸造法
  - 消失模铸造
- 低压压铸
- 金属模铸造
- 注塑模
- 树脂铸造
- 型砂铸造
- 壳型铸造
- 薄壳铸造
- 真空铸造

## 成像和喷涂
- 激光雕刻
- 喷墨印刷
- 化学气相淀积
- 物理气相沉积
- 溅射沉积
- 镀层（电镀和真空镀）
- 热喷涂

## 模塑
- 粉末冶金
  - 压实烧结
  - 热等静压
  - 金属射出成型
  - 喷射成形
- 塑料（参考快速成型）
  - 注塑
  - 压缩成形
  - 传递模塑
  - 挤出成形
  - 吹塑

- - 滚塑

## 增材制造
- 3D印刷
- 缠绕，会产生 复合 的管道，坦克，等等。
- 直接激光烧结金属[1]
- 融合沉积模型
- 层压的对象制造的
- 激光设计的网整形
- 选择性激光烧
- 立体